# Oksana Lubcowa
Oksana Lubcowa, ukr. Оксана Любцова (ur. 13 września 1985 w Melitopolu) – ukraińska tenisistka.
Starty w zawodowych turniejach rozpoczęła w październiku 2001 roku, biorąc udział w kwalifikacjach do turnieju ITF w Mińsku. Odpadła w drugiej rundzie, ale w pierwszej pokonała swoją rówieśniczkę, Jekatierinę Byczkową. W następnym roku dwukrotnie zagrała w fazie głównej podobnych turniejów, przebijając się w obu wypadkach z kwalifikacji. W czerwcu 2003 roku, po raz pierwszy w karierze, wygrała mecz w turnieju głównym w rosyjskim Elektrostali, pokonując w pierwszej rundzie Aleksandrę Korotkiewicz. W 2005 roku, przebijając się z kwalifikacji, doszła do finału turnieju w Warszawie, w którym przegrała jednak z Taccianą Puczak. Udane starty w pierwszej połowie roku zaowocowały w końcu wygranym turniejem w Stambule, gdzie w finale pokonała rodaczkę Mariję Korytcewą. W sumie wygrała pięć turniejów w grze singlowej i trzy w deblowej rangi ITF.
Po sukcesach odniesionych w turniejach mniejszej rangi (ITF), spróbowała swoich sił w rozgrywkach cyklu WTA. W maju 2006 roku zagrała w kwalifikacjach do turnieju w Stambule, ale przegrała w pierwszej rundzie z Angelique Widjaja. W czerwcu wzięła udział w turnieju kwalifikacyjnym do wielkoszlemowego Wimbledonu, w którym wygrała w pierwszej rundzie z Lucie Hradecką i przegrała w drugiej z Olgą Puczkową. W 2008 roku w kwalifikacjach do French Open wygrała pierwsze dwa mecze, pokonując Elenę Baltachę i Jorgelinę Cravero, ale w decydującym o awansie do fazy głównej turnieju meczu, przegrała z Bethanie Mattek. Było to jednak jej największe osiągnięcie w historii występów w Wielkim Szlemie.

## Wygrane turnieje rangi ITF
| turnieje z pulą nagród 100 000 $ |
| turnieje z pulą nagród 75 000 $  |
| turnieje z pulą nagród 50 000 $  |
| turnieje z pulą nagród 25 000 $  |
| turnieje z pulą nagród 15 000 $  |
| turnieje z pulą nagród 10 000 $  |

### Gra pojedyncza
|    | Data       | Turniej   | Kat. | ($)    | Naw.     | Finalistka       | Wynik         |
| 1. | 30/10/2005 | Stambuł   | ITF  | 25 000 | twarda   | Marija Korytcewa | 2:6, 6:1, 6:1 |
| 2. | 27/11/2005 | Zawada    | ITF  | 25 000 | dywanowa | Joanna Sakowicz  | 6:1, 3:6, 6:1 |
| 3. | 12/08/2007 | Hechingen | ITF  | 25 000 | ziemna   | Ana Vrljić       | 6:3, 6:2      |
| 4. | 25/11/2007 | Zawada    | ITF  | 25 000 | dywanowa | Olha Sawczuk     | 2:6, 6:4, 6:4 |
| 5. | 14/02/2010 | Sztokholm | ITF  | 25 000 | twarda   | Łesia Curenko    | 6:4, 7:5      |